# Переяславська рада

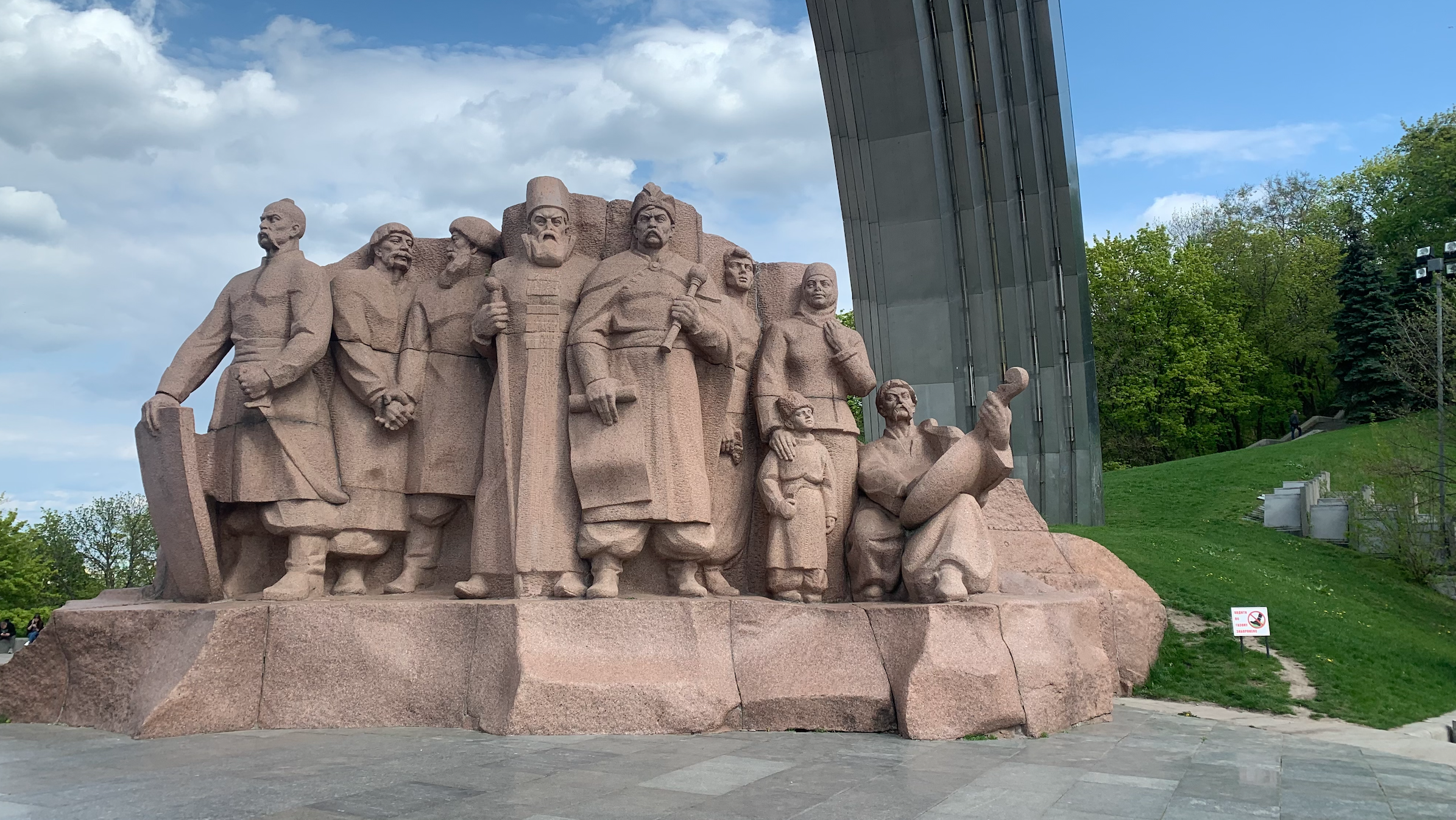
Пам'ятник Переяслівській раді як частина композиції «Арки Свободи українського народу» (демонтовано)

Пам'ятник 1979 року, споруджений під назвою «Навіки разом»; встановлено на відзначення 300-річчя «возз'єднання» Гетьманщини з Московським царством у Переяславі (демонтовано).

Переяславська рада — загальна військова рада, яку гетьман Богдан Хмельницький скликав у Переяславі 8 (18) січня 1654 року, один з епізодів процесу оформлення українсько-московського військово-політичного союзу.
У працях частини російських та українських істориків, а також в офіційній ідеології СРСР набув значення ключової події в ході «возз'єднання українського народу з братнім російським народом». За оцінкою Інституту історії України, наголошення в історіографії та офіційній ідеології в описі подій того дня саме на ролі Переяславської ради переслідувало мету применшити значення конфліктів в процесі укладення українсько-московського союзу, і надати цьому акту характеру всенародного волевиявлення до «возз'єднання».
Центральним сегментом архіву Переяславської ради є найчастіше використовуваний «статейний список» (звіт) великого посольства Московського царства, яке очолював боярин В. Бутурлін, — тенденційне джерело, що трактує події з позиції Москви.
Оригінал тексту договору року 1654 року не зберігся (сама ймовірність його існування сумнівна; є також припущення про його свідоме знищення Москвою); списки, що збереглися до нашого часу, містять різну кількість статей (20, 23 та 11 статей). Текст однобічний, — він не має дзеркальної української версії, як мало би бути у випадку укладення повноцінного міжнародного договору. Непорушність договору «гарантувалася» українській стороні царськими грамотами 1654 року.
Містить багато недостовірних відомостей: за свідченням сучасника, дяка Г. Котошихіна, який втік до Швеції у 1660-х роках і склав там меморандум про Московію, посли упорядники статейних списків перебільшували свої заслуги, бажане видавалося за дійсне з розрахунку «на большую себе честь и жалованье» у царя.
Реконструювати склад української частини архіву Переяславської ради неможливо через значні втрати архівів за доби Руїни і в пізніші часи. Рештки документів вірогідно були спалені в Батурині 13 листопада 1708 року, або за наказом Петра I в лаврському архіві у ніч з 21 на 22 квітня 1718 року.

## Передумови
У січні 1648 року на Запоріжжі розпочалася Визвольна війна під проводом Богдана Хмельницького. Повстанці здобули низку перемог над урядовим військом Речі Посполитої, їх підтримували народні маси, розраховуючи на збільшення козацького реєстру (який утримувався коштом державної скарбниці), послаблення панського гніту Речі Посполитої, а також поновлення позицій православної церкви на своїх землях.
Однак здобута Богданом Хмельницьким автономія опинилась затиснутою між трьома великими державами Східної Європи — Річчю Посполитою, Османською імперією та Московським царством.
В умовах феодальної Європи Хмельницький не міг офіційно проголосити незалежність, бо не мав права стати легітимним монархом. Він був тільки гетьман, а не нащадок короля Данила, ба більше, навіть не належав до жодного роду руських князів. Серед ватажків повстання теж не було відповідної кандидатури. Вчинити інакше — проголосити республіку з конституцією на зразок Орликової — не було змоги, бо на те бракувало потужного військового підкріплення. До Великої французької революції залишалося ще майже півтора століття.
Економічну і людську базу Хмельницького становили Київське, час від часу також Брацлавське і Чернігівське воєводства — землі, обтяжені постійною окупацією Річчю Посполитою та війнами. В таких умовах Гетьманщина ніяк не змогла б провадити затяжну війну.
Єдиний можливий союзник, кримський хан, не був зацікавлений в остаточній перемозі козаків. Тут важили міркування про різну віру та про періодичні набіги на Україну по ясир — джерело ханських прибутків. Самодостатнє господарювання українців завжди було джерелом збагачення татар, шляхти Речі Посполитої та відкупників-євреїв і московського боярства з москалями — служивим людом московського царя. Ще з часів Римської імперії слов'яни були «сильними рабами і сміливими та вмілими воїнами». Саме тому ця імперія не змогла досягти успіху на землях Північного Причорномор'я, хоч мала успіх в просуванні на схід — в Азію.
Отже, спершу Хмельницький намагався побудувати автономне утворення в межах Речі Посполитої, просив військової допомоги у московського царя і його воєвод, з часом — схилявся до рішення стати васалом Османської імперії, і це стало чинником, який вплинув на рішення Земського собору 1653 року.

### Перемовини
- 8 (18) червня 1648 року — перший лист Хмельницького до московського царя Олексія Михайловича.

- Оцінки

- Спроба схилити царя до військового союзу і подання військової допомоги козакам та заохотити його до боротьби за трон Речі Посполитої, який після смерті короля Владислава IV залишався вакантним (Дмитро Іловайський, Мирон Кордуба, Іван Крип'якевич, Валерій Смолій, Валерій Степанков).
- Початок переговорів про військовий союз та приєднання Гетьманщини до Московського царства. (Микола Петровський, більшість радянських і російських істориків).
- Прагнення спростувати негативні наслідки антикозацької кампанії, проведеної стороною Речі Посполитої в Москві, та запобігання втручанню московських військ у конфлікт (Віктор Горобець).

- 8 (18) червня 1648 року — лист Хмельницького до московського сіверського воєводи Леонтьєва. Згадки про прихильне ставлення козаків до царя. Питання підданства царю не порушується[10].
- 11 (21) липня 1648 року — лист Хмельницького до московського путивльського воєводи Плещеєва. Згадки про заохочення московського царя до боротьби за трон Речі Посполитої. Питання підданства царю не порушується[11].
- Кінець грудня 1648 року — від'їзд посольства Хмельницького до Москви. В складі посольства головний посол Силуян Мужиловський і єрусалимський патріарх Паїсій[9].
- Січень 1649 року — в Москві патріарх Паїсій переконує царя в бажанні Хмельницького: «…бити челом царскому величеству, чтоб государь пожаловал велел ево, Хмельнитцкого, и все Войско Запорожское приняти под свою государскую високую руку..»[12], однак в записці Мужиловського згадується лише клопотання про подання військової допомоги, а питання підданства царю не порушується[13].
- Квітень 1649 року — зустріч в Чигирині Хмельницького із царським послом Григорієм Унковським. Гетьман наголошує на спорідненості Гетьманщини з Московським царством[14] і просить подати військову допомогу[9].
- Травень 1649 року — від'їзд посольства Хмельницького до Москви. В складі посольства головний посол — полковник Федір Вешняк. В акредитивній грамоті висловлено прохання про протекторат московського монарха[9]: «…под милость и оборону свою возьми… всю Русь[15]»[16]. Одночасно подібне посольство було вислано до трансильванського князя Дєрдя II Ракоці[17], з метою заохотити його до боротьби за трон Речі Посполитої[9].
- 6 серпня 1649 року — піррова перемога козаків у Зборівській битві. Зраджений кримськими татарами Хмельницький винуватить Москву, яка не подала допомоги[18]. Українсько-московські стосунки погіршуються[9]. Гетьман і його оточення вдаються до дипломатичного тиску на Москву: відкрито висловлюються про необхідність походу на московитів[19] і відмовляються видати самозванця Тимофія Анкудінова, який видавав себе за сина московського царя Василя Шуйського[20].
- Березень 1650 року — Хмельницький ігнорує накази короля Речі Посполитої про підготовку до спільного польсько-кримського походу проти Московії[9].
- Літо — осінь 1650 року — пожвавлення османсько-українського діалогу про те, щоби передати під османський протекторат «…Україну, Білу Русь, Волинь, Поділля з усією Руссю аж по Віслу»[21].
- 19 лютого 1651 року — Земський собор в Москві. Московське духовенство визнало за можливе в разі невиконання стороною Речі Посполитої умов «вічного миру» дозволити Олексію Михайловичу прийняти в підданство Військо Запорозьке[9]
- Вересень 1651 року — до Чигирина прибув османський посол Осман-ага і повідомив про готовність Порти взяти під свій захист Гетьманщину[22]. Хмельницький не поспішає, сподіваючись на відповідь Москви[9].
- Березень 1652 року — посольство Хмельницького в Москві. Посол Іван Іскра запропонував негайно прийняти під царську опіку Військо Запорозьке. Царський уряд погодився взяти лише військо, без території, передбачаючи згодом надати йому землі в межиріччі Дону та Ведмедиці[9].

## Підготовка
Восени 1653-го Земський собор, який відбувався у Москві, ухвалив рішення про включення Гетьманщини до складу Московського царства, а 23 жовтня (2 листопада) 1653 року московський уряд оголосив війну Речі Посполитій.
Для ведення переговорного процесу між обома державами у Гетьманщину з Москви 9 (19) жовтня 1653 року вирушило велике посольство, яке очолив боярин Василь Бутурлін. Серед послів були окольничий Іван Алфер'єв, дяк Авраам Лопухін і представники духовенства.
Подорож тривала довго — майже три місяці. І не тільки через бездоріжжя та безлад: довелося виготовляти новий царський прапор і текст промови Бутурліна, з призначеної гетьману булави зникло кілька коштовних камінців, тому їх довелось відновити. Потім посольство ще тиждень чекало приїзду Богдана Хмельницького, який затримався в Чигирині на похороні старшого сина, а потім не міг переправитися через Дніпро, бо крига на річці була недостатньо міцною.
Місцем проведення генеральної військової ради обрано Переяслав, куди посольство прибуло 31 грудня 1653 р. (10 січня 1654 р.). Хмельницький разом з генеральною старшиною прибув 6 (16) січня 1654 р.

## Проведення

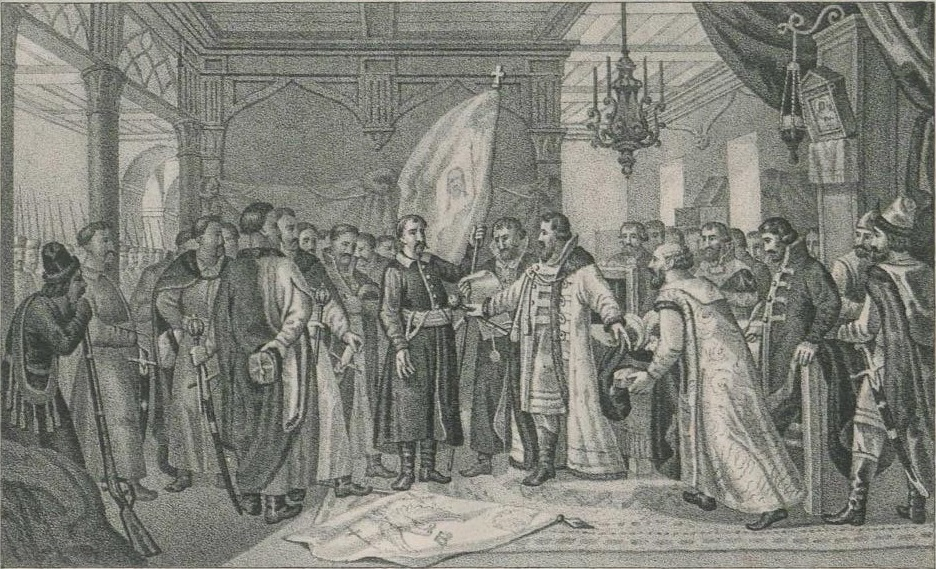
Боярин Бутурлін приймає присягу від гетьмана Хмельницького на московське підданство. Російська гравюра 1910 року.

У Переяславі відбулася 8 (18) січня 1654 р. старшинська рада, а згодом генеральна військова рада. У ній взяли участь представники козацтва Київського, Чернігівського та Брацлавського полків і жителі Переяслава. Не було представників від селян, міщан (крім переяславських) та духовенства.
Під час публічної церемонії гетьман і козацька старшина присяглися на тім, «щоб бути їм із землею і городами під царською великою рукою невідступно».
Після зачитання царської грамоти гетьманом старшина та посли пішли до Успенського собору, де духовенство мало привести їх до присяги. Однак Хмельницький зажадав, щоб посли першими присягли від імені царя, що мало б забезпечити Гетьманщині збереження її прав, а також було б ствердженням союзу між обома державами. Бутурлін рішуче відмовився скласти присягу, у зв'язку з чим гетьман і старшини пішли на нараду, яка тривала декілька годин, а посли залишилися чекати в соборі. В ході наради полковники — переяславський Павло Тетеря та миргородський Григорій Лісницький — приходили і просили Василя Бутурліна скласти присягу, але безрезультатно. Одночасно керівник посольства двічі стверджував, що цар охоронятиме всі права Гетьманщини і заявляв, що «царське слово змінюваним не буває» (рос. царское слово переменно не бывает).
Бутурлін відмовився присягати від імені царя, посилаючись на те, що цар не присягає своїм підданим.
Жодного письмового договору в Переяславі укладено не було.
Після тривалої наради українська сторона склала присягу, взявши до уваги слова Бутурліна, що їх гетьман і старшина витлумачили як рівнозначні присязі царя. Всього у день Переяславської ради присягу склали 284 особи. Від імені царя гетьману вручено грамоту та знаки гетьманської влади: військовий прапор (хоругву), булаву та шапку.
Після від'їзду Бутурліна козацька старшина з гетьманом узялися за вироблення умов договору.
Було вирішено віддати Гетьманщину під протекторат Московського царства зі збереженням основних прав і вільностей Війська Запорозького; було написано проєкт договору у формі петиції до царя з 23 пунктів, якого привезли в Москву наприкінці березня 1654 року переяславський полковник Павло Тетеря і військовий суддя Самійло Зарудний.
Після Переяславської ради представники московського посольства побували у 117 містах і містечках Гетьманщини для прийняття присяги від населення на вірність цареві. За їхніми даними, присягу склали 122 542 особи чоловічої статі. Безумовно, це число завищили царські дяки. Відмовились підтримати Переяславську угоду й присягти московському царю численні представники козацької старшини, зокрема полковники Іван Богун, Осип Глух, Григорій Гуляницький, Іван Сірко, Петро Дорошенко, Михайло Ханенко, Брацлавський, Кропивнянський, Полтавський (царських представників там побили киями), Уманський козацькі полки, деякі міста, зокрема, Чорнобиль, а також українське духовенство на чолі з митрополитом Сильвестром Косівим. Не присягла Запорізька Січ.

## Наслідки
Згідно з Переяславськими домовленостями, між гетьманом і царським урядом було укладено Березневі статті 1654 року.
Внаслідок Переяславської ради та наступних переговорів між гетьманським та царським урядами укладено військово-політичний союз двох держав — Гетьманщини та Московського царства. Необхідність виходу з-під залежності Речі Посполитої спонукала Богдана Хмельницького піти на визнання протекторату московського царя над Гетьманщиною. Одночасно було дано царську гарантію щодо збереження державних прав Гетьманщини, яку згодом неодноразово порушували, і врешті-решт широка автономія українських земель та Запоріжжя звелася протягом 120 років нанівець.
300-у річницю Переяславської Ради широко відзначали в СРСР 1954 року, до цього ювілею приурочили, зокрема, передачу Кримської області зі складу РРФСР до складу УРСР (хоча насправді це Кримська область попросилася до УРСР), а також перейменування міста Проскурів на Хмельницький і перенесення до нього обласного центру Кам'янець-Подільської області (у 1941 року), яка також змінила назву відповідно.

## Оцінки
Оцінка самої Переяславської ради була і є предметом частих суперечок між ученими. Справа ускладнюється тим, що оригінальні документи втрачено, а може, їх і не було взагалі. Збереглися лише «копії» чи «переклади», що дає право вважати «переяславські домовленості» фікцією, тобто вигадкою. До того ж російський архіваріус Петро Шафранов доводить, що навіть ці «копії» сфальсифіковані царськими переписувачами. Загалом висунуто п'ять основних тлумачень «Переяславської угоди».
На думку російського історика права Василя Сергєєвича (помер 1910), «угода» являла собою персональну унію між Московським царством та Гетьманщиною, за якою обидві сторони мали спільного монарха, зберігаючи кожна свій окремий уряд. Інший фахівець із російського права Микола Дьяконов (помер 1919) доводив, що, погоджуючись на «особисте підкорення» цареві, українці безумовно погоджувалися на поглинення їхніх земель Московським царством, а тому ця угода була «реальною унією». Такі історики, як росіянин Венедикт М'якотін та українець Михайло Грушевський, вважали, що Переяславська угода була формою васальної залежності, за якої сильніша сторона (цар) погоджувалася захищати слабшу (українців), не втручаючись в її внутрішні справи; українці ж зобов'язувалися сплачувати цареві податки, подавати військову допомогу тощо. Інший український історик — В'ячеслав Липинський — пропонує думку, що угода 1654 р. була не чим іншим, як лише тимчасовим військовим союзом між Московським царством та Гетьманщиною.
Як зазначив Юрій Шевельов, Переяслав у перспективі трьох сторіч нам уявляється початком великої трагедії. Але в 1654 році не був закладений розвиток тільки в цьому напрямі. Навпаки, сучасникам Переяслав здавався вихідним пунктом для великої експансії. Україні, яка майже нічого не втратила політично, відкривався шлях до культурного завоювання страшного сусіда. Київ в очах тогочасного українця був другим Єрусалимом — центром церкви, культури. Ворогом були османи та поляки, і знаряддям піднесення другого Єрусалима — Києва мала стати Москва. Її військова сила мала здійснити програму української інтелігенції.
Що таке Москва, знали, і все-таки пішли на Переяслав. Може, тому, що усвідомлювали, наскільки нижчий був той культурний і побутовий рівень, на якому стояла Москва. Дійсно, Переяслав став передумовою української культурної інвазії. Уже у другій половині XVII століття в Москві було сім монастирів, повністю заселених українцями й білорусинами. Славнозвісна реформа патріарха Никона була фактично проведена з участю українців, вихідців із Київської академії. Заснована 1685 року Московська академія, що відома під назвою Слов'яно-греко-латинської, від 1700 року фактично перейшла в українські руки і протягом наступних 64 років із дев'ятнадцяти ректорів українцями були шістнадцять.
Якщо Гетьманщина і зазнала поразки, то це сталося не через переяславські умови. «Політично і військово Переяслав став початком поразки тому, що різні українські кола втягали Москву у Гетьманщину, намагаючись використати її проти своїх внутрішніх ворогів». Можна ще вигадувати більш-менш схожі на реальність теорії, та без автентичних документів (підписаних та скріплених печатками, з обох сторін, чи як там було прийнято в ті часи) ці теорії залишаються лише теоріями.
Трагедія козацтва полягала в тому, що вони не створили свою національну державу з міцними інститутами влади у Гетьманщині, а політику, яку вони проводили, можна охарактеризувати принципом «спершу вступаємо в союз з першими проти других, потім з другими проти перших». Реальних спроб створити нейтральну, повністю незалежну державу, яка буде проводити самостійну політику (навіть якщо доведеться піти проти всіх й відразу), вони не зробили[джерело?].
Звісно, це можна пояснити «дипломатією», але вороги козацтва прекрасно розуміли, що козаки можуть спрямувати зброю на колишніх союзників в будь-який момент, а тому реальної військової сили та автономії їм не давали. Політика Гетьманщини була не досить передбачливою, тому Переяславську раду можна віднести до її фатальних помилок[джерело?].

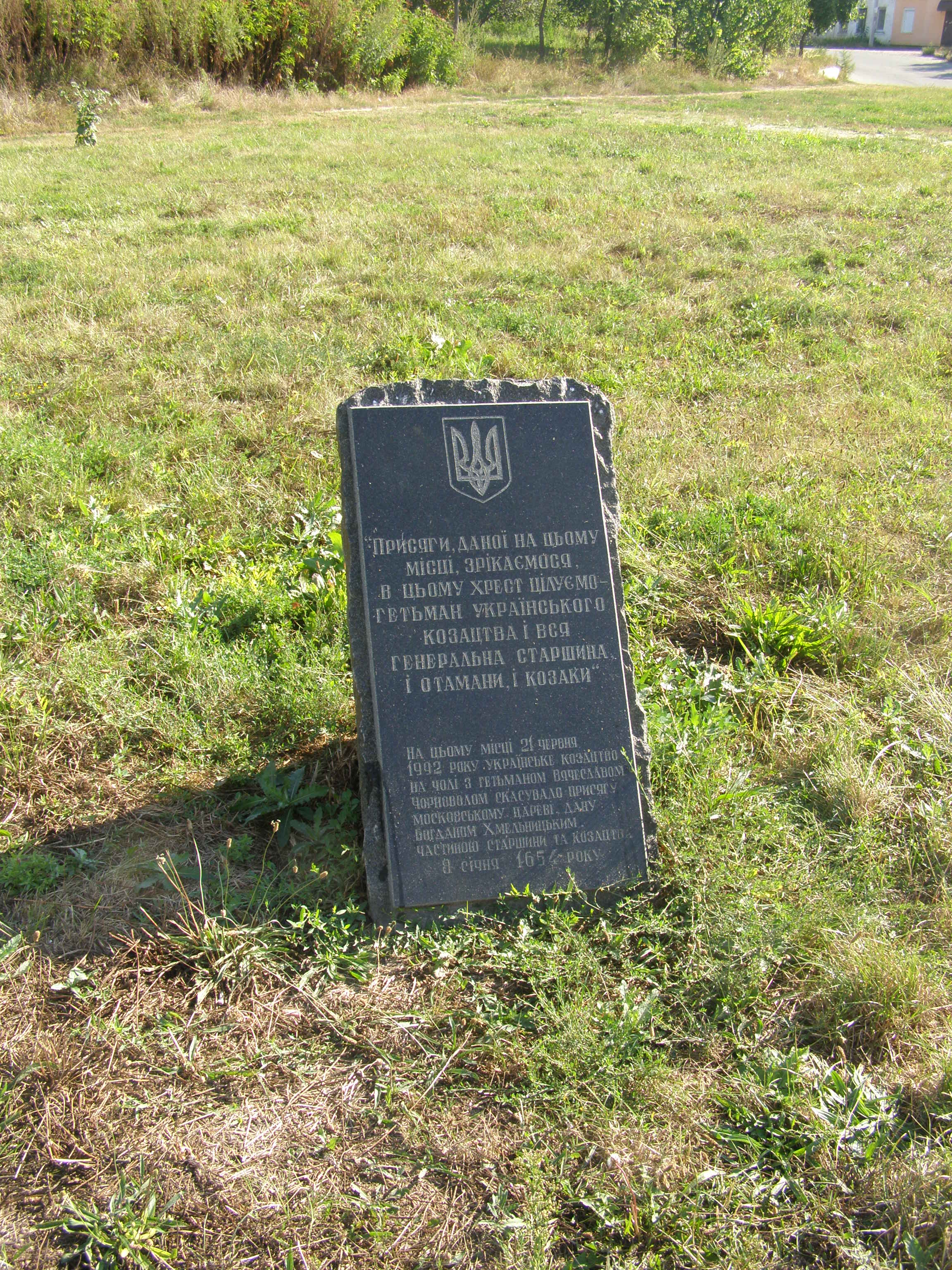
Пам'ятний знак на честь зречення українським козацтвом присяги московському царю.

## Зречення присяги
З поваленням влади царя Миколи ІІ в лютому 1917 р. викривлена унія між Гетьманщиною, себто Україною і Московією, юридично втратила чинність.
Напередодні мирових переговорів у Бересті делегації УНР із Центральними державами німецькі експерти міжнародного права заявили, що у разі укладення мирного договору з Росією його положення матимуть обов'язковий характер і для України. Голова української делегації В. Голубович заперечив, висунувши таку аргументацію: зв'язок України з Росією обумовлювала Переяславська угода; оскільки один з учасників укладення цього акта — династія Романових — відійшла в минуле, він втратив чинність разом з усіма зобов'язаннями України щодо Росії. Німецька сторона погодилася з правомірністю цих суджень, а проголошення УНР самостійною державою зміцнило її статус рівноправного учасника переговорів. Радянська делегація в особі Л. Троцького також заявила, що «не бачить жодної перешкоди для самостійної участі делегації УНР в мирних переговорах». Однак, слова більшовиків виявилися брехнею. До моменту Брестських переговорів, УНР розгромила окупаційні радянські війська на своїй території, і Троцький намагався створити враження, що Радянська Росія готова до співіснування з Україною. Менш ніж через півроку після підписання Брестського миру, більшовики знову нападуть на Україну, цього разу успішно. Як підсумок, Українська держава виявиться поділена між СРСР і Польщею до 1939 року, коли СРСР анексує західну частину України.
15 липня 1919 р. отаман Зелений, захопивши своїми військами Переяслав, вдався до ефектного символічного акту і урочисто скасував рішення козацького віча про злуку Гетьманщини й Московського царства.
21 червня 1992 року в Переяславі-Хмельницькому була зібрана чергова Велика рада Українського козацтва, на якій зібралися козаки з усієї Гетьманщини.
На майдані Возз'єднання було обрано Гетьманом України політика, літературного критика, публіциста, провідника руху опору проти національної дискримінації українського народу, проти русифікації, керівника Народного Руху України, ініціатора та ідейного натхненника Української Гельсінської спілки В'ячеслава Чорновола.
На Великій раді затверджено текст присяги на вірність Гетьманщині і одноголосно проголошено зречення присяги на вірність московському цареві, даної 1654 року під час Переяславської ради.
На пам'ятному знаку, встановленому на честь цієї події значиться:
|  | Присяги, даної на цьому місці, зрікаємося, на цьому хрест цілуємо — гетьман українського козацтва і вся генеральна старшина, і отамани, і козаки. На цьому місці 21 червня 1992 року українське козацтво на чолі з гетьманом В'ячеславом Чорноволом скасувало присягу московському цареві, дану Богданом Хмельницьким, частиною старшини та козацтва 8 січня 1654 року. |

## Пам'ятники
- пам'ятник на честь Переяславської ради, як частина скульптурної композиції «Арки Свободи українського народу» (демонтований 30 квітня 2024 року)[34][35];
- пам'ятник 1979 року, споруджений під назвою «Навіки разом», встановлений на відзначення 325-річчя псевдо «возз'єднання» Гетьманщини з Московським царством у Переяславі; (демонтовано 7 червня 2025 року)[36]
- монумент на честь псевдо «300-річчя возз'єднання України з Росією» в Переяславі (демонтований 7 липня 2022 року)[37].

### Топоніми
- 2019 року у місті Переяслав площу Переяславської Ради перейменували на майдан Княжий двір.[38]
- У місті Київ до 2016 року існував проспект Возз'єднання (сучасна назва проспекту Соборності).
- У місті Бровари існувала вулиця Возз'єднання (сучасна назва вулиці Героїв Небесної Сотні).
- У місті Боярка існувала вулиця Возз'єднання (сучасна назва вулиці Отамана Орлика).
- У місті Фастів існувала вулиця Возз'єднання (сучасна назва вулиці Макарівська).
- У місті Дніпро існувала вулиця Возз'єднання (сучасна назва вулиці Никифора Дровняка).
- У місті Любомль існувала вулиця Возз'єднання (сучасна назва вулиці Волі).
- У місті Чернівці існувала вулиця Возз'єднання (сучасна назва вулиці Костянтина Майдянського).
- У місті Калинівка існувала вулиця Возз'єднання (сучасна назва вулиці Костянтина Васюка).